# Quotidiano

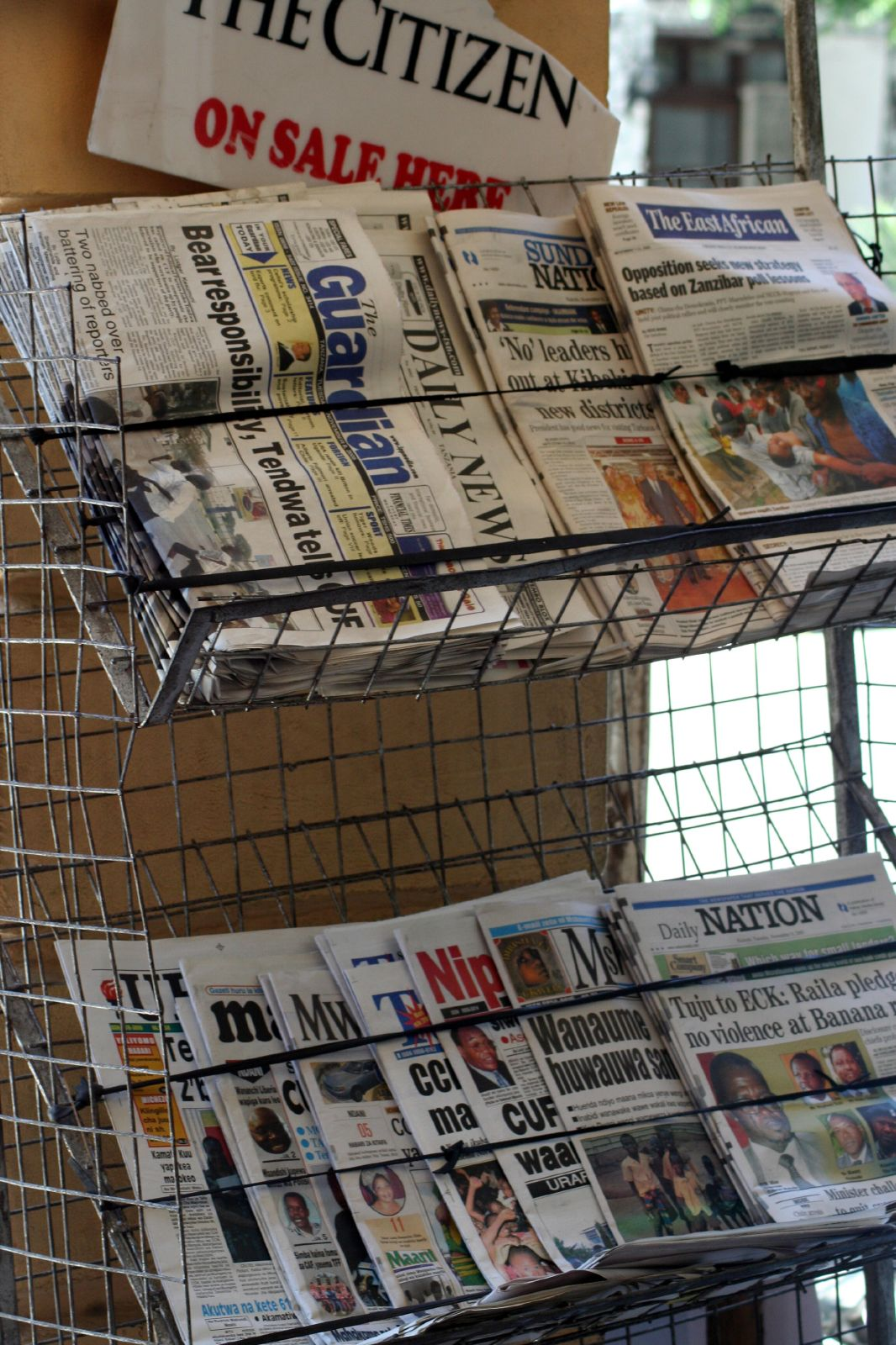
Quotidiani alla vendita in Tanzania nel 2005

Un quotidiano è una pubblicazione informativa che esce almeno con cinque numeri alla settimana. Insieme alla televisione, alla radio e a internet costituisce uno dei maggiori strumenti informativi.
Il nome deriva dal fatto che la testata giornalistica è pubblicata quotidianamente.

## Caratteristiche tecniche

### Carta
I quotidiani sono tipicamente stampati su carta di bassa qualità, spesso in bianco e nero e in grande formato. A partire dalla fine degli anni novanta, la maggior parte dei quotidiani stampa almeno una parte della pubblicazione a colori.

### Internet
I quotidiani possono essere anche gestiti per sola via elettronica, nel qual caso si parla più propriamente di quotidiano online.
La scrittura per il web è di tipo diverso da quella per la carta stampata: deve essere sintetica, rapida, chiara e, per il tipo di supporto usato (il video), non si presta alla prolissità.
In Italia, la testata giornalistica on-line è un prodotto editoriale, e come tale deve essere registrata in tribunale e avere un direttore responsabile, un editore e uno stampatore. Nel paese sono sorte varie controversie riguardo alla registrazione in tribunale, viste le reiterate confusioni del legislatore tra testata giornalistica e mero sito internet. La disputa si è trasferita sul piano giudiziario quando il tribunale di Modica ha condannato lo storico Carlo Ruta per il reato di stampa clandestina. Nell'ottobre del 2007 e ancora nel 2008 fu presentato in parlamento il Disegno di Legge Levi-Prodi sulla riforma dell'editoria, che di fatto avrebbe esteso l'obbligo di registrazione a gran parte del web italiano; la proposta fu poi ritirata a seguito delle dure repliche suscitate.

## Storia
Nell'antica Roma venivano pubblicati ogni giorno gli Acta Diurna Populi Romani, raccolta degli atti governativi e, insieme, resoconto degli eventi degni di nota accaduti nell'Urbe. Redatti da pubblici ufficiali, gli Acta venivano affissi nei luoghi pubblici per essere conosciuti dai cittadini.
In Europa, il primo foglio di notizie apparve a Venezia nel 1563. Veniva redatto a mano per incarico del governo ed era pubblicato tutti i mesi. Si trattava di un foglio d'informazione ufficiale, contenente notizie sul governo dello Stato e sulle guerre che la Serenissima conduceva nel Mediterraneo. Le notizie erano distinte semplicemente per luogo e per data..

Oltre ad essere distribuito in città (al prezzo di due soldi), alcune copie venivano inviate ai reggitori delle province marittime della Repubblica di Venezia. A Venezia, la moneta da due soldi era chiamata la gaxeta, e per traslato lo stesso nome fu attribuito alla pubblicazione. Nel resto d'Italia divenne gazzetta, in Francia gazette. Il termine si diffuse in tutta Europa nel significato di “foglio di notizie”.
Il quotidiano, nella forma moderna, nasce nel XVII secolo. Il primo quotidiano fu la Einkommende Zeitungen che, fondata nel 1650 a Lipsia (Germania) dal libraio Timothäus Ritzsch come settimanale, passò alle uscite quotidiane nel 1660. Letto principalmente dalle classi benestanti, era costituito da notizie di cronaca, economia, politica interna ed estera.
Nel 1664 nacque il più antico quotidiano italiano, la Gazzetta di Mantova. Nata inizialmente con cadenza settimanale, solo nel 1866 acquistò cadenza giornaliera.
Nel 1867 a Torino nacque il più antico quotidiano italiano a tiratura nazionale, la Gazzetta Piemontese, grazie a Vittorio Bersezio; nel 1894 il quotidiano cambiò nome in La Stampa.
Nell'Ottocento si ebbe un progressivo aumento della diffusione del quotidiano, grazie all'aumento dell'alfabetizzazione e all'industrializzazione. Il giornale si diffuse a livello globale nel corso del Novecento, grazie all'avvento della società di massa. Nello stesso secolo fu affiancato dai media elettronici, quali la radio e la televisione.
Con la diffusione di Internet sono nati i quotidiani on-line, che hanno preso piede all'inizio del XXI secolo.

## Tipologie di diffusione
La diffusione di un quotidiano, così come quelle delle riviste a diversa periodicità, si misura attraverso la somma delle copie vendute, in edicola, su abbonamento o in blocco, e di quelle distribuite gratuitamente. Questo dato, rilevato da enti preposti, come Ads per l'Italia, è più indicativo di quello relativo alla tiratura, che registra semplicemente le copie stampate e include, quindi, anche quelle non vendute (i cosiddetti resi).

### Diffusione nazionale
I maggiori quotidiani sono distribuiti nell'intera area geografica di uno Stato e, tramite accordi internazionali, nelle principali aree di traffico di Stati esteri (per esempio: capitali, aeroporti, stazioni).

### Diffusione locale
Alcuni quotidiani hanno una diffusione solo a livello locale e trattano più approfonditamente argomenti inerenti a un luogo circoscritto come province o regioni. Alcune testate diffuse nazionalmente pubblicano anche inserti dedicati alle notizie locali.

### Diffusione online
Tutti i maggiori quotidiani dispongono di una rispettiva versione digitale, che frequentemente pubblica contenuti differenti rispetto a quelli cartacei, e che in alcuni casi dispone di una redazione giornalistica separata.

### Diffusione gratuita (free press)
Alcuni quotidiani, spesso chiamati free press ("stampa gratuita"), sono distribuiti gratuitamente e i loro costi sono coperti esclusivamente dagli introiti pubblicitari.
Nel decennio dal 1995 al 2005 questi quotidiani sono stati introdotti in quasi tutti i paesi europei, e in altri paesi quali Stati Uniti d'America, Canada, Australia, nonché in Sud America e in Asia. Al 2005 erano presenti quotidiani gratuiti in 36 nazioni; in due nazioni, Germania e Giappone, avevano cessato le pubblicazioni.
A livello mondiale (dati 2005) il leader del mercato, Metro, distribuisce quotidianamente 7 milioni di copie, gli altri editori 22 milioni di copie, per una lettura stimata quotidiana di almeno 45 milioni di persone.